# Solanum gorgoneum
Solanum gorgoneum là loài thực vật có hoa trong họ Cà. Loài này được Bitter miêu tả khoa học đầu tiên.